# Lamborghini SC63
Lamborghini SC63 är en sportvagnsprototyp som den italienska biltillverkaren Lamborghini presenterade vid Goodwood Festival of Speed i juli 2023.

## Lamborghini SC63
Lamborghini SC63 är byggd enligt reglementet för Le Mans Daytona h. Den kommer att tävla i både Weathertech Sportscar Championship och FIA World Endurance Championship med debut i Daytona 24-timmars 2024. Bilen har en åttacylindrig turbomotor, kombinerat med ett standardiserat hybridsystem. I enlighet med LMDh-reglementet använder Lamborghini även ett standardiserat chassi, levererat av Ligier.

## Tekniska data
| Tekniska data               | Lamborghini SC63                                                      |
| --------------------------- | --------------------------------------------------------------------- |
| Motor:                      | Mittmonterad 8-cyl 90° V-motor med biturbo                            |
| Cylindervolym:              | 3,8 l                                                                 |
| Borrning x slaglängd:       | 91 x 73 mm                                                            |
| Max effekt:                 | 680 hk                                                                |
| Ventilstyrning:             | Dubbla överliggande kamaxlar per cylinderrad, 4 ventiler per cylinder |
| Hybridsystem:               | KERS                                                                  |
| Växellåda:                  | 7-växlad sekventiell                                                  |
| Hjulupphängning fram & bak: | Dubbla tvärlänkar, torsionsfjädring, krängningshämmare                |
| Bromsar:                    | Keramiska skivbromsar                                                 |
| Chassi & kaross:            | Kolfibermonocoque med kolfiberkaross                                  |
| Hjulbas:                    | 3148 mm                                                               |
| L x Bx H:                   | 5100 x 2000 x 1170 mm                                                 |
| Torrvikt:                   | 1030 kg                                                               |